# Число отрезков

Узел восьмёрка имеет число отрезков, равное.

Число отрезков — инвариант узла, определяющий наименьшее число прямых «отрезков», которые, соединяясь конец к концу, образуют узел. Говоря более строго, числом отрезков геометрического узла {\displaystyle K} называется число звеньев в минимальной по числу звеньев ломаной, лежащей в {\displaystyle \mathbb {R} ^{3}\subset \mathbb {R} ^{3}\cup \{\infty \}\cong S^{3}} и объемлюще-изотопной геометрическому узлу {\displaystyle K}. Данная функция на множестве всех геометрических узлов по определению постоянна на объемлюще-изотопических классах геометрических узлов, а значит можно говорить о числе отрезков как об инварианте узла. Число отрезков узла {\displaystyle K} обозначается через {\displaystyle {\textrm {stick}}(K)}.

## Известные значения

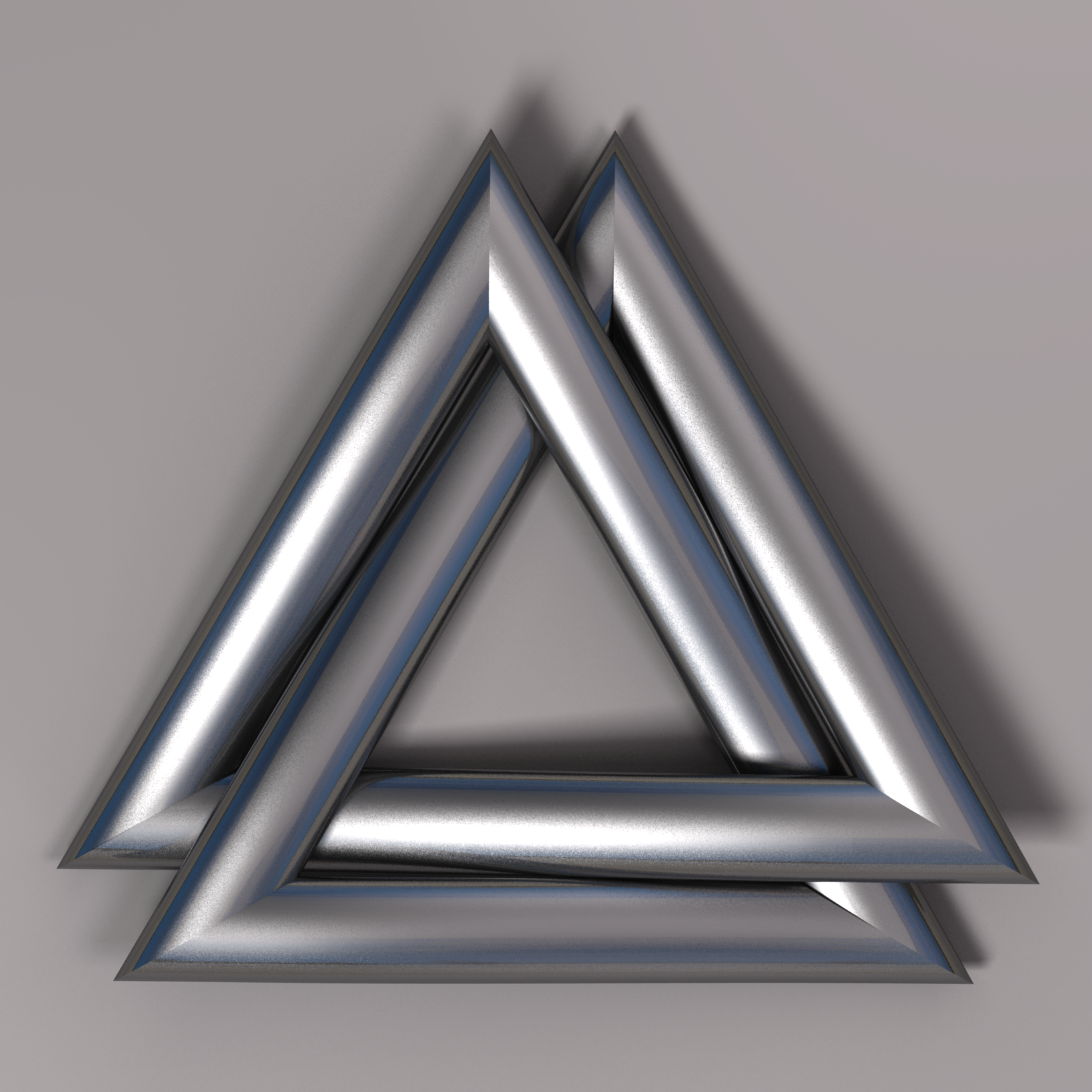
Торический узел (трилистник) имеет число отрезков, равное (так как и). Это единственный узел с таким числом отрезков.

Наименьшее число отрезков для нетривиального узла равно {\displaystyle 6}. Число отрезков, как и прочие меры сложности узлов, трудновычислимы, поэтому известно не так много точных значений. В 1997 году Гё Тэк Чин определил число отрезков торического узла {\displaystyle {\textrm {T}}(p,q)} для близких {\displaystyle p\,{\text{и}}q}:
- {\displaystyle {\textrm {stick}}({\textrm {T}}(p,q))=2q}, если {\displaystyle 2\leqslant p<q\leqslant 2p},
- {\displaystyle {\textrm {stick}}({\textrm {T}}(r,r))=3r}, если {\displaystyle r\geqslant 1},
- {\displaystyle {\textrm {stick}}({\textrm {T}}(r,2r))=4r-1}, если {\displaystyle r\geqslant 1}.

Подобный результат, но для меньшей области параметров, примерно в то же время независимо получила исследовательская группа, возглавляемая Колином Адамсом. Им, например, удалось доказать, что:
- {\displaystyle {\textrm {stick}}({\textrm {T}}(r,r-1))=2r}, если {\displaystyle r\geqslant 2}.

Если {\displaystyle K^{n}} — произвольная связная сумма, состоящая из {\displaystyle n} трилистников (не обязательно только левых или только правых), то:
{\displaystyle {\text{stick}}(K^{n})=2n+4}.

## Оценки

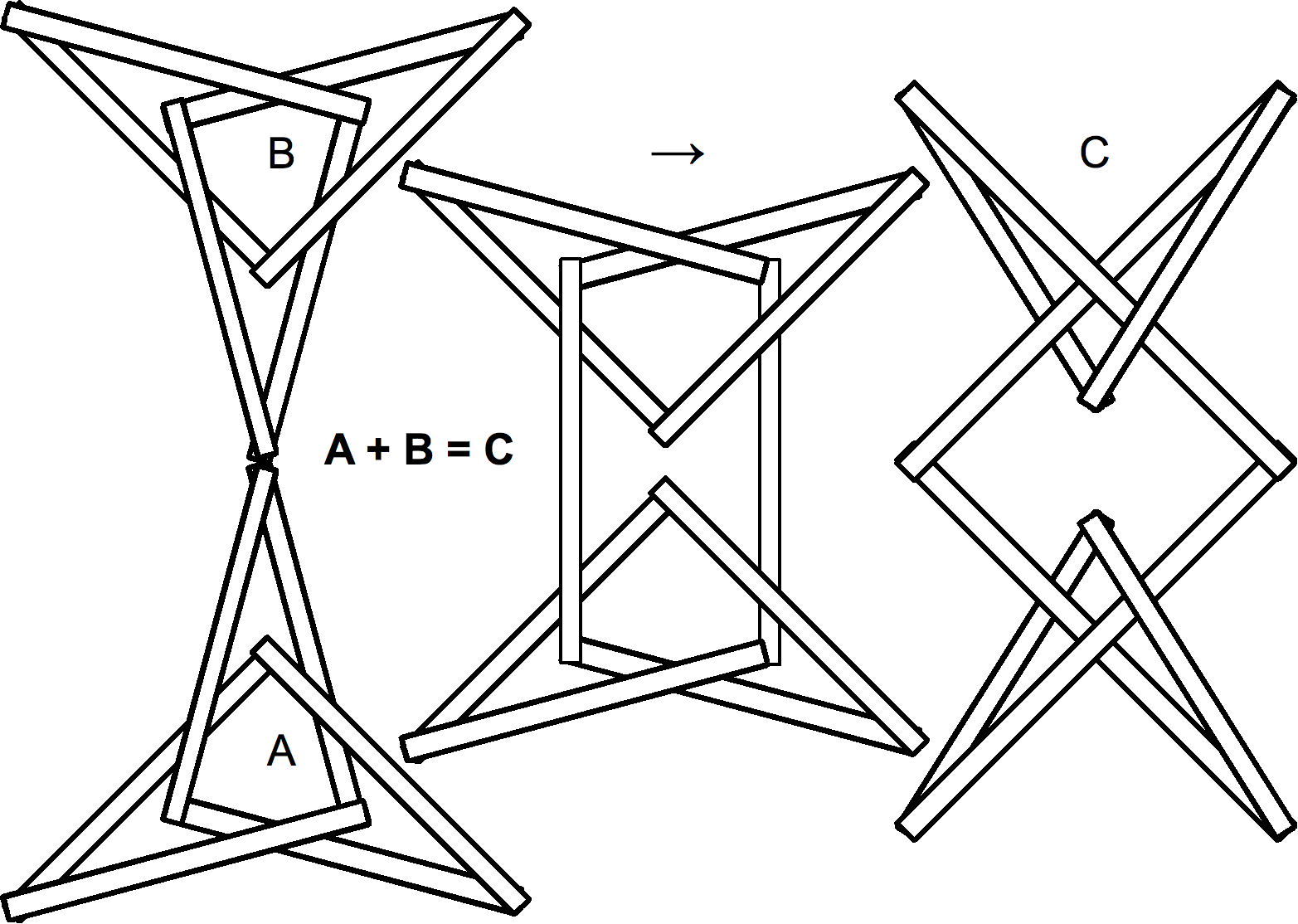
Прмер неточности приведённой оценки: на рисунке изображено представление прямого узла в виде ломаной, число звеньев которой равно, однако, учитывая что прямой узел является связной суммой левого и правого трилистников, приведённая оценка даёт только.

Число отрезков связной суммы узлов ограничено сверху суммой чисел отрезков слагаемых, а более точно:
{\displaystyle {\text{stick}}(K_{1}\#K_{2})\leqslant {\text{stick}}(K_{1})+{\text{stick}}(K_{2})-3}.
Если {\displaystyle r} и {\displaystyle s} — взаимно простые целые числа, причем {\displaystyle 2\leqslant r<s}, то:
{\displaystyle {\text{stick}}({\textrm {T}}(r,s))\geqslant {\text{min}}\{4r,2s\}}.

## Связанные инварианты
Число отрезков узла {\displaystyle K} связано с его числом перекрёстков {\displaystyle {\textrm {cr}}(K)} следующим неравенством:
{\displaystyle {\frac {1}{2}}(7+{\sqrt {8\,{\textrm {cr}}(K)+1}})\leqslant {\text{stick}}(K)\leq {\frac {3}{2}}({\textrm {cr}}(K)+1)}.